# Povegliano Veronese
Povegliano Veronese ist eine italienische Gemeinde 14 km südwestlich von Verona in der Provinz Verona in der Region Venetien. Povegliano Veronese hat 7404 Einwohner (Stand 31. Dezember 2023) auf 18,69 km². Die Nachbargemeinden sind Mozzecane, Nogarole Rocca, Vigasio und Villafranca di Verona.

## Städtepartnerschaften
Es besteht eine Städtepartnerschaft mit Ockenheim in Deutschland.